# 2623 Цех
2623 Цех (2623 Zech) — астероїд головного поясу, відкритий 22 вересня 1919 року.
Тіссеранів параметр щодо Юпітера — 3,585.